# ترايلور هوارد
ترايلور هوارد (بالإنجليزية: Traylor Howard)‏ هي ممثلة أمريكية. ولدت في 14 يونيو 1966 في أورلاندو فلوريدا.
اشتهرت بدورها ناتالي تايغر في مسلسل مونك.

## روابط خارجية
- ترايلور هوارد على موقع IMDb (الإنجليزية)
- ترايلور هوارد على موقع ميتاكريتيك (الإنجليزية)
- ترايلور هوارد على موقع روتن توميتوز (الإنجليزية)
- ترايلور هوارد على موقع قاعدة بيانات الأفلام العربية
- ترايلور هوارد على موقع ألو سيني (الفرنسية)
- ترايلور هوارد على موقع تيرنر كلاسيك موفيز (الإنجليزية)
- ترايلور هوارد على موقع أول موفي (الإنجليزية)
- ترايلور هوارد على موقع قاعدة بيانات الأفلام السويدية (السويدية)
- ترايلور هوارد على موقع إن إن دي بي (الإنجليزية)
- ترايلور هوارد على موقع قاعدة بيانات الفيلم (الإنجليزية)